# Oberursel U.III
L'Oberursel U.III era un motore aeronautico rotativo a quattordici cilindri doppia stella raffreddati ad aria, prodotto dall'azienda tedesco imperiale Motorenfabrik Oberursel negli anni dieci del XX secolo.
Copia non autorizzata del Gnome Lambda-Lambda, a sua volta sviluppo del Gnome Lambda prodotto dall'azienda francese Gnome et Rhône, che la Oberursel produceva su licenza in Germania prima dell'avvio del conflitto, l'U.III era caratterizzato da una disposizione radiale dei cilindri su due file da sette l'una e dalla presenza di un'unica valvola a fungo per ogni cilindro.
L'Oberursel U.III era così designato in base alla potenza nominale erogata in ottemperanza alla normativa introdotta dall'Idflieg, in quanto andava ad occupare la fascia di potenza di 150 - 199 PS (110 - 146 kW).

## Velivoli utilizzatori
Germania
(lista parziale)
- Fokker D.III
- Fokker E.IV
- Pfalz D.VII (solo prototipo)